# Nishinoomote
Nishinoomote (西之表市 Nishinoomote-shi?) es una ciudad en la prefectura de Kagoshima, Japón, localizada en las islas Ōsumi, parte del grupo de islas Ryūkyū. Tenía una población estimada de 14 694 habitantes el 1 de marzo de 2021 y una densidad de población de 71 personas por km².

## Historia
La villa de Kitatane fue establecida el 1 de abril de 1889. Fue elevado al estado de pueblo el 1 de abril de 1926 y pasó a llamarse Nishinoomote. Hacia el final de la Segunda Guerra Mundial, fue guarnecido por una fuerza de 12,000 hombres del Ejército Imperial Japonés y, por lo tanto, fue sometida a bombardeos por la Armada de los Estados Unidos en 1945. Fue elevada al estado de ciudad el 1 de octubre de 1958.

## Geografía
Nishinoomote está localizada en la parte norte de Tanegashima, 40 kilómetros al sureste del cabo Sata en el extremo sur de la península de Ōsumi. Limita al oeste con el mar de China Oriental, al este con el océano Pacífico, al sur con el pueblo de Nakatane y al norte con el estrecho de Ōsumi, que separa a Tanegashima de la isla de Kyūshū. La ciudad también incluye la isla costera de Mageshima dentro de sus fronteras.

### Clima
La ciudad tiene un clima subtropical húmedo (Cfa en la clasificación climática de Köppen) con veranos largos, calurosos y húmedos e inviernos suaves. La temperatura media anual en Nishinoomote es de 19.4 °C. La precipitación media anual es de 2508 mm siendo junio el mes más lluvioso. Las temperaturas son más altas en promedio en agosto, alrededor de 27.8 °C, y más bajas en enero, alrededor de 10.9 °C. El área está sujeta a frecuentes tifones.

## Demografía
Según los datos del censo japonés, la población de Nishinoomote ha disminuido constantemente en los últimos 60 años.
| Gráfica de evolución demográfica de Nishinoomote entre 1940 y 2015 |
|                                                                    |
| Oficina de Estadística de Japón                                    |

## Ciudades hermanas
Nishinoomote está hermanada con:
- Isa, Japón;
- Sakai, Japón;
- Nagahama, Japón;
- Vila do Bispo, Portugal.[10]